# Педрейраш
Педрейраш (порт. Pedreiras) — район (фрегезия) в Португалии, входит в округ Лейрия. Является составной частью муниципалитета Порту-де-Мош. По старому административному делению входил в провинцию Эштремадура. Входит в экономико-статистический субрегион Пиньял-Литорал, который входит в Центральный регион. Население составляет 2655 человек на 2001 год. Занимает площадь 11,28 км².